# Mozilla Persona
Mozilla Persona是由Mozilla開發的基於開放BrowserID協定的網站安全身份驗證系統。

## 歷史
Persona和OpenID、Facebook Connect等類似的身分驗證系統有相同的目標，唯Persona具有以下特點：
1. 使用電子郵件地址當作唯一的身分識別方式。
2. 更加強調用戶的隱私。
3. 希望和瀏覽器完全整合。

由於既有的身分驗證提供單位並無法得知識別用戶的網站為何，因此Persona更加專注於用戶的隱私管理。
Persona在2011年7月公開，到2012年1月才正式對外開放。2014年3月7日，Mozilla宣布將負責Mozilla Persona的全職工程師調動至其他專案，並將Persona的開發交給社群。Mozilla只繼續提供服務本身和錯誤修正等支援。

## 原則與實作
Persona基於以BrowserID協定著名的 VerifiedEmailProtocol，使用電子郵件地址作為用戶身分的驗證。此協定包含在瀏覽器、身分驗證提供者和任何網站上。

### 瀏覽器、提供者與網站
瀏覽器儲存用戶用來認證的電子郵件地址，並向加密的網站傳送使用者的電子郵件地址。憑證必須每24小時透過用戶登入（通常代表用戶必須在該網站上輸入電子郵件地址和密碼）來更新，登入之後即可用來認證瀏覽器，不必重新登入。憑證理論上可存放在任何身分提供者服務中，但目前仍須依賴Mozilla的伺服器。儘管此協定需要中央伺服器，但該伺服器僅能得知瀏覽器更新憑證，無法得知憑證將用在哪個網站。

### 使用現有帳號登錄
Mozilla在2013年7月發表了「使用現有帳號登錄（Identity Bridging）」功能。以往必須透過Mozilla傳送電子郵件給用戶確認連結，但透過現有帳號登錄功能，Persona可以直接向用戶的電子郵件提供商既有的OpenID或OAuth來驗證用戶身分。在此階段支援Yahoo電子郵件服務。在2013年8月，Mozilla宣布現有帳號登錄功能支援Gmail帳號。透過支援Yahoo和Gmail的現有帳號登錄功能，Persona等同於擁有超過700,000,000的活躍電子郵件用戶。

## 發展
Persona相當依賴在客戶端瀏覽器執行的JavaScript程式。
支援Persona驗證的網站應用程式可以在Drupal、WordPress等內容管理系統上實作。Phonegap平台（行動裝置的HTML5應用程式開發平台）亦可支援Persona。Mozilla提供自家的Persona伺服器（persona.org）。同時開發者也可設置自己的Persona驗證伺服器。
著名網站如Ting、泰晤士報、Trovebox和Voost等皆支援 Persona。

## 註解
1. ↑  Mozilla. .   [2014-05-06]. （原始内容存档于2012-12-21）.
2. ↑  Mozilla Developer Network (MDN). .   [2014-05-06]. （原始内容存档于2013-04-13）.
3. ↑  Ben Adida <benadida>. . 2011-07-15  [2014-05-06]. （原始内容存档于2013-01-29）.
4. ↑  Mozilla Identity team. . 2011-07-14  [2014-05-06]. （原始内容存档于2013-01-28）.
5. ↑  Leyden, John. . 2012-01-20  [2014-05-06]. （原始内容存档于2019-04-02）.
6. ↑  . 2014-03-07  [2014-05-06]. （原始内容存档于2014-03-07）.
7. ↑  Mozilla Developer Network. . 2012-11-26  [2014-05-06]. （原始内容存档于2013-01-21）.
8. ↑  Mozilla Wiki. .   [2014-05-06]. （原始内容存档于2020-09-24）.
9. ↑  lloyd's blog. . 2011-07-01  [2014-05-06]. （原始内容存档于2012-12-25）.
10. ↑  . 2013-08-08  [2014-05-06]. （原始内容存档于2013-08-11）.
11. ↑  Drupal. . 2012-09-28  [2014-05-06]. （原始内容存档于2020-08-04）.
12. ↑  .   [2014-05-06]. （原始内容存档于2019-04-02）.
13. ↑  .   [2014-05-06]. （原始内容存档于2020-10-05）.
14. ↑  Mozilla Developer Network (MDN). .   [2014-05-06]. （原始内容存档于2013-01-21）.
15. ↑  Ting.com. .   [2014-05-06]. （原始内容存档于2020-10-01）.